# هیگه فلمینگ ناتوره پارک
هیگه فلمینگ ناتوره پارک (به آلمانی: Naturpark Hoher Fläming) یک منطقهٔ مسکونی در آلمان است که در براندنبورگ واقع شده‌است.